# محمد الضيف
محمد دياب إبراهيم المصري (أبو خالد؛ ولد في غزة، 1965 - نعته كتائب القسّام في 30 يناير 2025)، ويُعرف باسم محمد الضيف، كان قائدًا عسكريًّا فلسطينيًّا، والقائد العام لكتائب الشهيد عز الدين القسام الجناح العسكري لحركة المقاومة الإسلامية (حماس)، وأحد أهم المطلوبين لإسرائيل منذ عام 1995؛ لقتله جنودًا إسرائيليين. اعتقله جيش الاحتلال سابقاً، واعتقلته السلطة الوطنية الفلسطينية (حركة فتح) سابقاً، وحاولت أجهزة المخابرات الصهيونية «الشاباك، والموساد» اغتياله أكثر من 7 مرات وفشلت، وأصيب إصابة بالغة في إحدى المحاولات. قَتَلَ الاحتلال الصهيوني عائلته، ودمّر بيته في إحدى هذه المحاولات عام 2014.
أضافت وزارة الخارجية الأمريكية الضيف إلى قائمتها للإرهابيين العالميين المصنفين في عام 2015.

## النشأة والتعليم
تعود أصول عائلته لأسرة فلسطينية لاجئة من قرية كوكبا في أراضي الـ 48 لتعيش في مخيمات اللاجئين قبل أن تستقر في مخيم خان يونس حيث نشأ هناك جنوب قطاع غزة.
وعرف ضيف طريق المساجد مبكراً، وشكلت مساجد «بلال» و«الشافعي» و«الرحمة» المحاور الثلاثة التي صقلت فيها شخصيته، حتى بات من قيادات العمل الإسلامي والنشاط الدعوي، ليصبح في ما بعد خلال دراسته الجامعية من أبرز ناشطي الكتلة الإسلامية في الجامعة الإسلامية بغزة.

### داعية إسلامي نشيط
انضم الضيف لجماعة الإخوان المسلمين في فلسطين -التي انطلقت من رحمها حركة حماس نهاية 1987 - وكانت جماعة الإخوان وقتها تركز في عملها على الدعوة الإسلامية والتربية، حيث إنها لم تكن قد اتخذت قرارها بعد بالانخراط في المقاومة العسكرية ضد الاحتلال.
ومثلما برع الضيف في العمل العسكري لاحقا، برع وقتها في العمل الدعوي والطلابي والاجتماعي والإغاثي وحتى الفني، حيث يصفه كل من عرفه في تلك الفترة أنه كان «شعلة» في نشاطه.
فلم يكن يشعر بالحرج وهو يحمل مكنسته، مع شبان المجمع الإسلامي (النواة الأولى لجماعة الإخوان) ينظفون شوارع خان يونس، وخاصة شارع البحر الرئيسي، بالإضافة إلى مشاركته خلال نشاطه الجامعي في (يوم الحصيدة)، حيث يساعدون المزارعين في حصاد مزروعاتهم المختلفة.
وخلال نشاطه في مجلس طلاب الجامعة الإسلامية بغزة كان شعلة نشاط، كما يوصف لا يتوانى عن مساعدة مجتمعه وشرائحه الضعيفة، فذات مرة تعرضت منازل في مدينة خان يونس لعاصفة رملية شديدة، فهب هو وطلاب الجامعة لإنقاذ تلك المنازل وسكانها وساهموا في إعادة ترميمها، بالإضافة إلى مساهمته في توزيع مواد الإغاثة التي توزعها الجمعيات الإسلامية في خان يونس.
وخلال نشاطه الجامعي والدعوي، كان كذلك حريصًا على تنظيم الزيارات الدورية للمرضى في المستشفيات، حاملين معهم الهدايا، ولم ينسَ أيضا زيارة المقابر.
وكان الضيف مسئولاً عن «اللجنة الفنية» في الكتلة الإسلامية -الإطار الطلابي لحركة حماس- خلال نشاطه في مجلس طلاب الجامعة الإسلامية التي تخرج فيها عام 1988 بعد أن حصل على البكالوريوس في العلوم (علم الأحياء).

### الحياة الشخصية
تزوج محمد الضيف مرتين. له من زواجه الأول ولدين وبنت، ثم تزوَّج بعد ذلك عام 2007. قُتلت زوجته وداد عصفورة وابنه الرضيع وابنته البالغة من العمر 3 سنوات في محاولة الاغتيال عام 2014، وبقي له من أبنائهما بنت وولد. أظهر مقطع فيديو نُشر على موقع يوتيوب في فبراير/شباط 2022، حفل تخرج بهاء وخالد، وهما ابنان آخران للضيف من زواجه الأول.
توفيت والدته عام 2011، ووالده عام 2022.

## في سجن الاحتلال
اعتقلته قوات الاحتلال عام 1989 خلال الضربة الأولى التي تلقتها حركة حماس، والتي اعتقل فيها الشيخ أحمد ياسين، وقضى 16 شهراً في سجون الاحتلال موقوفاً دون محاكمة بتهمة العمل في الجهاز العسكري لحماس الذي أسسه صلاح شحادة.

### مجموعة لأسر الجنود
أثناء اعتقاله كان قد اتفق مع كل من: صلاح شحادة وزكريا الشوربجي على تنظيم مجموعة لأسر الجنود ولكن في دائرة مغلقة دون الارتباط بالتنظيم وبتوجيه مركزي لعدم الوصول إليها في حالة تلقي ضربة.

## في سجن السلطة الفلسطينية
أدت خطورته إلى جعل اعتقاله جزءاً من صفقة بين السلطة الفلسطينية وإسرائيل تنص على قيام الأولى باعتقاله، مقابل أن تعطيها الثانية سيطرة أمنية على ثلاث قرى في القدس.
فاعتقلت السلطة الضيف، ودخل السجن في بداية أيار/ مايو عام 2000، لكنه تمكن من الإفلات من سجَّانيه في بداية إنتفاضة الأقصى، واختفت آثاره منذ ذلك اليوم.
وخلال الفترة العصيبة التي تعرضت فيها حركة حماس للملاحقة من قبل أجهزة أمن السلطة الفلسطينية ما بين عامي 1995 وحتى نهاية 2000م رفض الضيف بشدة التصدي لقوى الأمن الفلسطينية خلال قيامها باعتقال أعضاء كتائب القسام، وذلك حقنا للدم الفلسطيني.

## محاولات الاغتيال
حاولت المخابرات الإسرائيلية مراراً تصفيته 7 مرات على الأقل، لكنها فشلت كل مرة، وبررت فشلها بأنه هدف يتمتع بقدرة بقاء غير عادية، ويحيط به الغموض، ولديه حرص شديد على الابتعاد عن الأنظار.
وكانت إحدى محاولات اغتياله في أيلول/ سبتمبر عام 2002 ونجا منها بأعجوبة، حيث فشلت صواريخ طائرات الأباتشي في قتله رغم أنها أصابت السيارة التي كان داخلها، وأدى الحادث إلى مقتل اثنين من مرافقيه، وأشارت مصادر فلسطينية وقتها إلى أن الضيف فقد إحدى عينيه، تدَّعي المخابرات الإسرائيلية أن الضيف وبسبب محاولات الإغتيال خسر قدميه وإحدى يديه والبعض الآخر يقول بأنه خسر عينه فقط، والبعض الآخر يقول بأنه لم يخسر شيئا على الإطلاق وتدعي إسرائيل بأنه أصبحت لديه صعوبة في التكلم بسبب محاولات الإغتيال لكنه كلام غير مؤكد وغير موثوق.[بحاجة لمصدر]

### الجيش الإسرائيلي يقتل زوجته وطفله
في الحرب على غزة 2014 (العصف المأكول) أخفقت «إسرائيل» في اغتيال محمد الضيف، حينما قامت طائرات سلاح الجو الإسرائيلي مساء الثلاثاء 19/8/2014 بتدمير منطقة «أبو علبة» في حي الشيخ رضوان شمال غرب مدينة غزة بالكامل، وذلك بعد استهداف منزل يعود لعائلة الدلو مكون من ثلاثة طوابق بستة صواريخ من طائرة اف 16 المدمرة حيث سُوِّي المنزل بالأرض وقتل طفلٌ وسيدتان وشخص رابع على الفور، تبين لاحقًا أن من بينهم زوجة الضيف «وداد مصطفى حرب الضيف» (26 عاما)، وأصغر أطفاله الرضيع «علي» الذي يبلغ من العمر سبعة أشهر، في حين أصيب جراء ذلك حوالي ستون آخرون. وسط غارات وقصف إسرائيلي متواصل منذ المساء تسبب بمقتل 15 فلسطينيًا بينهم أسرة بأكملها التي استؤنفت عقب انهيار التهدئة.
وقد دعت حركة حماس إلى المشاركة في تشييع جنازة زوجة قائد كتائبها العام محمد الضيف وابنه في مسجد الخلفاء في مدينة جباليا ظهر يوم الأربعاء 20 أغسطس 2014.
وعلق الإعلام الإسرائيلي على الحادث على لسان صحيفة هآرتس: «إسرائيل قامرت لتحقيق إنجاز معنوي، لكنها في النتيجة عزّزت اسم وأسطورة محمد ضيف». «كانت محاولة اغتيال الضيف هدف مهم لرئيس الوزراء بنيامين نتنياهو، من أجل إرضاء الناس».
وقد ذكر الإعلام الإسرائيلي أنه استُهدِف مبنى عائلة الدلو من ثلاث طائرات بصواريخ جي بي يو-28 (GBU-28) مخترقة للملاجئ أمريكية الصنع.

### معركة طوفان الأقصى
هجوم أكتوبر 2023 على منزل والده
في أكتوبر 2023، أثناء الحرب بين إسرائيل وحماس، تعرض منزل والد الضيف لغارة جوية إسرائيلية، مما أسفر عن مقتل شقيقه وابن أخيه وابنة أخته. ولم يكن من الواضح ما إذا كانت الغارة الجوية استهدفت الضيف أم لا.
هجوم المواصي يوليو 2024

صورة متحركة من الغارة الجوية التي نشرها ااجيش الإسرائيلي

في 13 يوليو 2024، استهدفت القوات الجوية الإسرائيلية منطقة مواصي رفح في قطاع غزة بهدف اغتيال القائد العام لكتائب القسام محمد الضيف، وأسفر الهجوم عن مجزرة قتل فيها وفقًا لوزارة الصحة في غزة، ما لا يقل عن 90 فلسطينيا وجُرح 300 على الأقل في المنطقة التي قالت عنها إسرائيل أنها «منطقة آمنة» للمدنيين، وزعم الجيش الإسرائيلي اغتياله وأن أحد شركاء ضيف والعقل المدبر لهجوم 7 أكتوبر، قائد لواء خان يونس رافع سلامة، كان من بين القتلى، وفيما يتعلق بضيف، ذكر الجيش الإسرائيلي أن هناك دلائل على أنه قُتل أيضًا، لكنهم لم يتمكنوا من تأكيد ذلك رسميًا. وبحسب ما ورد، تم انتشال جثة يشتبه في أنها تنتمي إلى محمد الضيف من الموقع لكنها كانت مشوهة للغاية بحيث لا يمكن التعرف عليها. في 1 أغسطس 2024، أعلن الجيش الإسرائيلي أنه أكد أن محمد الضيف توفي في غارة 13 يوليو. بعد أسبوعين من إعلان الجيش الإسرائيلي عن تأكيده، نفت حماس مقتل الضيف، حيث صرح المسؤول الكبير في حماس أسامة حمدان في مقابلة مع وكالة أسوشيتد برس أن الضيف لا يزال على قيد الحياة.

## في القيادة
وبرز دوره قياديًا بارزًا لـ «كتائب القسام» بعد مقتل «عماد عقل» حيث تسلم مسؤولية الجهاز العسكري لحركة حماس، وكان له دور كبير في قيادة قطاع واسع من الجناح جنباً إلى جنب مع مؤسس أول جناح عسكري لحماس في الأراضي الفلسطينية حيث كان الشيخ «صلاح شحادة» داخل السجون.

### في الحرب على غزة 2014
في معركة العصف المأكول وفي عيد الفطر تكلم مرفقاً بصور من عملية ناحل عوز، وتكلم الضيف في تسجيل صوتي دون أن يظهر وجهه، جاء خطابه حافلًا بالرسائل في الاتجاهات السياسية والعسكرية، وموجهاً للأطراف في الساحة الداخلية والخارجية. وتكمن الرسالة الرئيسية في كون كتائب القسام تستهدف الجنود الإسرائيليين في عقر دارهم وبروح استشهادية عالية. حيث تبع الكلمة تصوير لعملية اقتحام نفذتها كتائب القسام خلف خطوط الجيش الإسرائيلي وقتلت بها عدداً من الجنود دون أن تخسر أي مقاتل.
- خطاب محمد ضيف قائد القسام + فيديو لعملية إنزال وقتل لجنود إسرائيليين على يوتيوب - الجزيرة

### في الحرب على غزة 2021
مع تصاعد اعتداءات الاحتلال على القدس والأقصى، ومحاولته الاستيلاء على منازل المواطنين في حي الشيخ جراح، وتهجير سكانها قسرًا، عاد اسم محمد الضيف للواجهة مجدداً، بعد أن وجّه في الرابع من مايو عام 2021م تحذيرًا واضحًا للاحتلال، مؤكدًا أنه إذا لم يتوقف العدوان على حي الشيخ جراح، فإن المقاومة لن تقف مكتوفة الأيدي، وسيتكبد العدو ثمنًا باهظًا.
لكن سلطات الاحتلال تجاهلت التحذير وزادت من اعتداءاتها على المسجد الأقصى وأهالي حي الشيخ جراح. وفي العاشر من مايو، أعطت قيادة المقاومة مهلة للاحتلال حتى الساعة السادسة مساءً للانسحاب من المسجد الأقصى وحي الشيخ جراح، والإفراج عن جميع المعتقلين خلال الأحداث الأخيرة، وإلا سيتحمل عواقب ذلك. وبعد انتهاء المهلة، أطلقت كتائب القسام ضربة صاروخية تجاه القدس في تمام الساعة السادسة مساءً، والتي كانت شرارة اندلاع معركة سيف القدس.
وفي اليوم الرابع للمعركة، أُطلِق صاروخ عياش 250 باتجاه مطار رامون جنوب فلسطين، بأمر من قائد هيئة أركان القسام محمد الضيف، والصاروخ يتمتع بمدى أكبر من 250 كم وقوة تدميرية قوية، والذي سمي على اسم يحيى عياش، رفيق درب محمد الضيف، والذي أُغتيل بتاريخ 5 يناير 1996م.
أعلن الجيش الإسرائيلي في تصريحات صباح الأربعاء 19 مايو 2021، فشله مرتين في محاولة اغتيال محمد الضيف، خلال العملية العسكرية في قطاع غزة. حاول الجيش من زوايا متعددة وبأسلحة متنوعة من الجو مهاجمة موقع تحت الأرض حيث كان الضيف، لكنه لم ينجح في تحقيق هدفه. وتشير التقارير إلى أن هذه هي المحاولة السابعة لاغتيال الضيف على مر السنين.

## الاغتيال
في 13 يوليو 2024، أعلن الجيش الاسرائيلي استهداف محمد الضيف وقائد لواء خان يونس رافع سلامة في غارة على منطقة مواصي رفح في قطاع غزة. وفي 1 أغسطس 2024، أعلن الجيش الإسرائيلي تأكيد مقتل الضيف في غارة 13 يوليو.
في 30 يناير 2025، أعلن الناطق الرسمي باسم كتائب القسام أبو عبيدة مقتل محمد الضيف رفقة مجموعة من القادة الآخرين، ولكنه لم يوضح متى أو كيف.

## وصلات خارجية
- رسالة المجاهد محمد الضيف (أبو خالد) والتي وجهها بمناسبة الاندحار الصهيوني عن قطاع غزة.